# Julia Kristeva
Julia Kristeva (bulgariska: Юлия Кръстева), född 24 juni 1941 i Sliven, Bulgarien, är en bulgarisk lingvist, filosof, psykoanalytiker och feminist, verksam i Paris. Hon är professor emerita vid Université Paris VII – Diderot.

## Biografi
År 1966 doktorerade Kristeva vid universitetet i Sofia, och emigrerade därefter till Frankrike. Hon blev tidigt bekant med ledande franska intellektuella såsom Roland Barthes, Hélène Cixous, Michel Foucault och Jacques Derrida. Hon disputerade 1969.
Kristeva har förutom inom lingvistik verkat inom litteraturteori och genusteori. Hennes författarskap är starkt påverkat av Jacques Lacan, Ferdinand de Saussure, John Searle och Sigmund Freud och hon har sysslat med strukturalism, poststrukturalism, semiotik och feminism. En av Kristevas insatser är att ha introducerat Michail Bachtin för västvärlden. Hon har också lanserat begreppet intertextualitet inom litteraturforskningen.
Kristeva ser födelsen som den största separationen i en människas liv eftersom människan i den skiljs från sin egen kropp, vilket är en fas som föregår och ger en grogrund till inlemmandet i den manliga ordningen. Enligt Kristeva skapas språkförmågan i samspelet mellan separationsprocessen med modern och den manliga ordningen; språket består av både tecken och psyke. 
Som litteraturteoretiker står hon för teorin att tolkningsprocessen består av semiotik och psykoanalys. Hon sammanför således strukturalismens syn på tecken och referens med psykoanalysens teori om en symbolisk undertext skapad av inre processer hos såväl talare som lyssnare. Förhållandet mellan semiotik och symbolik beskriver Kristeva som dialektiskt där det bör råda en jämvikt.

## Karriär
Trots att Julia Kristeva har ägnat större delen av sin karriär och livsverk åt semiotik och psykoanalys, en väldigt mansdominerad bransch även under andra halvan av 1900-talet, har hon också lyckats sätta sitt spår långt utanför det egna området. Som lingvist-doktorand i 1960-talets akademiskt turbulenta Paris var Kristeva med om och betydligt påverkad av förändringarna som pågick då de intellektuellas och studerandes omständigheter var knapra och deras arbetslöshet hög. I maj 1968 nådde oroligheterna inom akademiska cirklarna i Paris sin höjdpunkt och ett uppror ägde rum som senare blev lämpligt döpt till “Majupproret”. Samtidigt som oroligheterna i Paris ägde rum var USA och Sovjetunionen i full fart med kriget i Vietnam som många franska akademiker tog illa vid sig av och vägrade att understödja någondera stormakts övervälde. Därmed vände många vänsterorienterade franska akademiker uppmärksamheten mot öst, nämligen Kina, eftersom de förutspådde en libertariansk revolution som skulle inspirera även i Frankrike.
Som sagt tog Kristeva en aktiv roll i dessa evenemang och t.o.m. reste till Kina för vidare utforskning av den politiska situationen. Som en av de ledande och avgörande rollerna inom semiotiken, tillsammans med Barthes, Derrida, Genette, Todorov, Ricardou och Sollers (vars verk blev publicerade av tidskriften “Tel Quel”, härav namnet “Tel Quel-gruppen”) var Kristeva den enda kvinnliga rösten. Vare sig detta var en motiverande faktor för hennes bidrag av diskutabelt progressiv forskning och terminologi, något som diskuterats mycket inom feministiska och akademiska cirklar, har Kristeva aldrig tagit direkt ställning till något av dessa antaganden eller för den delen påstått sig vara en förespråkare för feminism. De facto har Kristeva alltid förhållit sig kritiskt till den lokala uppfattningen om feminism, nämligen den franska borgerliga rörelsen som primärt består av liberala kvinnor som aktivt tar en maktposition i patriarkatet och på så vis ämnar att reformera samhällsförhållanden och maktstrukturer inifrån ut. Kristevas mening om feminism och jämlikhetssträvande rörelser överlag, såsom hon tyckte angående det mesta, var att man bör ta en mer radikal och ‘rakt på sak’ metod, dvs praktisera den teori man förespråkade både på individuell och samhällsnivå för att se den förverkligas inom livets lopp.
Kristeva har bidragit inom många forskningsfält såsom den psykoanalytiska, semiotiska och humanistiska samt politisk forskning med sitt progressiva tänkande och forskning. Bland andra avgörande framgångar i sin karriär har hon myntat uttrycken “abjection” och “hérétique” samt “intertextualitet”. Hon har dock ofta kritiserats inom den feministiska akademiska sfären för sitt avståndstagande till någon form av feminism och för att hennes verk anses präglas för mycket av föregående manliga forskare, såsom Freud och Lacan. Trots att hon är en berömd jämställdhetskämpe världen över och därmed proklamerad feminist av ett flertal feminister, akademiker och aktivister har hon kritiserats hårdast för sitt diskutabelt paradoxala och antifeministiska ställningstagande i både filosofiska och politiska frågor. Som resultat har Kristeva plogat en helt egen och ganska ensam väg som trots allt har gagnat den akademiska världen.

## Abjektion
Till Kristevas verk hör bl.a. "D'une identité à l'autre" (engelsk översättning "From One Identity to Another"), "Stabat mater" (samma titel på svenska), "Étrangers à nous-mêmes" (engelsk översättning "Strangers to Ourselves") och "Pouvoirs de l'horreur" (engelsk översättning "Powers of Horror") som är bland hennes mest kända produktioner och mest diskuterade samt använts i otaliga forskningar och artiklar. Bland hennes mer avgörande fenomen och teorier är ‘abjektion’ (förnedring, känsla av uselhet) en av de populäraste och används även mycket inom feministisk forskning, bland annat för att tyda gränsen mellan ‘jaget’ och ‘främlingen’ i oss alla, dvs det udda eller “Other”. Som Kristeva beskriver det i "Pouvoirs de l'horreur" handlar abjektion alltså om spädbarnets separation från modern, dvs skapandet av 'jaget' och den egna identiteten: "je m 'expulse, je me crache, je m 'abjecte dans le même mouvement par lequel 'je' pretends me poser" (ung. "jag stöter ut mig, jag spottar ut mig, jag abjekterar mig i den rörelse genom vilken 'jag' upprättar mig"). Konceptet abjektion innebär det mellanting eller rummet som uppstår mellan separationen av 'jaget' och allt annat – både i materia och mentalt. Toril Moi beskriver det lämpligt som ett "symtom av att vara på gränsen, nästan som i en psykos, där 'jaget' är otydligt samtidigt som 'jaget' inte ännu är." Detta diffusa koncept är å ena sidan omöjligt att tyda eller definiera, för att inte tala om att beforska, medan det å andra sidan är en väsentlig nyckel till ett flertal forskningsfrågor då det är fullkomligt subjektivt och kan särskilt användas och används i en feministisk kontext. På så vis har termen fått enorm vikt i diskussioner om bl.a. främlingsfientlighet ur ett feministiskt perspektiv. Med abjektion syftar Kristeva även på den "ångest", som hon beskriver som irrationell rädsla utan grund, som uppstår som reaktion till främlingar och det främmande. Som exempel i "Étrangers à nous-mêmes" tar hon den ångest som en infödd kan känna inför en utlänning eller invandrare i ens omgivning då den infödda reagerar på sin egen "ofullständighet" som tar sig i uttryck av xenofobi gentemot utlänningen. Dock har teorin bakom den även ansetts kontroversiell, i enlighet med Kristevas stil överlag. Bland andra kritiserar Jacqueline Rose Kristeva för hennes paradoxala “pre-oidipala” moder i “Pouvoirs de l'horreur”. Enligt Rose presenterar Kristevas teori ett dilemma som uppstår då hon försöker bryta ifrån “feminina” normer för att sedan visa sig vara fullkomligt förankrad i “feminina stereotypier”.

## Verk i urval
- Sèméiotikè. Recherches pour une sémanalyse (1969)
- Des Chinoises (1974)
- Pouvoirs de l'horreur. Essai sur l'abjection (1980)
- La Révolution du langage poétique. L'avant-garde à la fin du XIXe siècle: Lautréamont et Mallarmé (1985)
- Au commencement était l'amour. Psychanalyse et foi (1985)
- Soleil noir. Dépression et mélancolie (1987)
- Étrangers à nous-mêmes (1988)
- Lettre ouverte à Harlem Désir (1990)
- Les Nouvelles maladies de l'âme (1993)
- Le Génie féminin: 1. Hannah Arendt, 2. Melanie Klein, 3. Colette (1999, 2000, 2002)
- Crisis of the European Subject (2000; engelsk översättning av fyra essäer)
- Haine et le pardon (2005)

### Utgivet på svenska
- Stabat mater och andra texter (översättning Ann Runnqvist-Vinde, Natur & Kultur, 1990)
- Främlingar för oss själva (Étrangers à nous-mêmes, 1988) (översättning Ann Runnqvist-Vinde, Natur & Kultur, 1991)
- Samurajerna (Les Samouraïs, 1990) (översättning Agneta Lundström, Natur & Kultur 1991)
- Fasans makt: En essä om abjektionen (Pouvoirs de l'horreur. Essai sur l'abjection, 1980) (översättning Anna Forssberg och Agneta Rehal, Daidalos, 1992)
- Den gamle och vargarna (Le vieil homme et les loups, 1991) (översättning Ulf Gyllenhak, Natur & Kultur, 1994)